# El juguete rabioso (película de 1998)
El juguete rabioso es una película argentina dirigida por Javier Torre que se estrenó el 10 de septiembre de 1998 y tiene como protagonistas a Thelma Biral, Lito Cruz, Mariano Torre, María Vaner y Onofre Lovero. El guion, realizado sobre la novela homónima de Roberto Arlt, pertenece a Javier Torre y Oliverio Torre.

## Sinopsis
Silvio Astier, un joven de 16 años, es aficionado a las armas y a la fabricación de explosivos. Participa en robos y es perseguido por la Policía, por lo que su grupo de amigos se disuelve y él va a vivir a otro barrio y comienza a trabajar en una librería. Descontento, sin expectativas y lleno de rencor, Silvio intenta incendiar el local y huye por la ciudad.

## Producción
El escritor Roni Bandini hace un pequeño cameo en la película como el policía que detiene al personaje de Jean Pierre Reguerraz.
Gran parte de la película se rodó en las instalaciones del INAC y muchos actores que participaron en cameos y bolos fueron los alumnos del INAC.

## Reparto
Intervinieron en el filme los siguientes intérpretes:
- Thelma Biral
- Lito Cruz
- Mariano Torre
- María Vaner
- Onofre Lovero
- Jean Pierre Reguerraz
- Horacio Roca
- Juan Acosta
- Hernán Capo
- Jorge Luz
- Laura Ebekian
- Nazareno Álvarez
- Augusto Brítez
- Horacio Marassi
- Juan Pablo Imbrogno
- Maximiliano Walsh

## Críticas
La crónica de Página 12 dice que es una película “plagada de declamaciones, la adaptación de Javier Torre …no consigue levantar vuelo, salvo que se considere un mérito traicionar aquello que se homenajea”. La frase "hay momentos en la vida que tenemos necesidad de ser canallas", declamada por Mariano Torre en el papel de Astier da pie para que el crítico ironice que “no es difícil también pensar que ese texto tal vez le sirva a Torre para justificar el bochornoso resultado de su quinto opus como director” y agrega en el siguiente párrafo que “el film de Torre sufre en cada plano estático, en cada secuencia irresuelta, en cada autismo declamativo en los que cae en nombre de la adaptación más literal. Como con la decepcionante Lola Mora, Torre vuelve a demostrar en El juguete rabioso que no sabe narrar cinematográficamente, y es así como su film se desarma --deshilvanado y prepotente-- desde los primeros minutos”. El filme tiene a Mariano Torre como protagonista casi excluyente; Thelma Biral y Lito Cruz apenas lo acompañan durante el segundo episodio (la librería) y así también aparecen Juan Acosta (el dueño de la papelería del cuarto episodio), y Jorge Luz.
Donde debería haber una película “en realidad sólo hay retazos de imágenes, a las que les cuesta conseguir esa inseminación artificial de la que hablaba Jim Morrison, que les devuelva la vida. O, al menos, una vida cinematográfica. Es que Torre no filma, sino que sólo da testimonio de su incapacidad para armar un mundo narrativo que dure una hora y media. Lo suyo es un infierno en el que una escena anula a la anterior, y del que su juguete rabioso nunca sabe de qué tiene rabia si no lo dice antes en voz alta”.
Por su parte el crítico de Clarín explica que

“Se trata de una traslación respetuosa, sentida, fiel al original (salvo modificaciones mínimas)”...en la última escena, Astier dirá -en un diálogo con el ingeniero Vitri, reproducido casi textualmente del original por Javier Torre- que en la vida tenemos necesidad de ser canallas, de ensuciarnos, de hacer alguna infamia, y después de hecho eso podremos volver a caminar tranquilos. Escasos minutos más tarde clamará porque la gente abandone sus caras tristes y sea alegre. Y se ría. En este contexto, Mariano Torre (en su primer protagónico en cine) transmite las vivencias de Astier con perceptible sinceridad, alejado de tics. Su labor le otorga singular relieve a este Astier controvertido, lleno de sombras y de luces.”

Stella Maris Flores en la revista Sin Cortes opinó:

...casi todo resulta reprochable...a tal punto que, en la oscuridad de la sala, alguien propuso, gritando, un acto de desagravio a Roberto Arlt.